# Прапор Барвінкового
Пра́пор Барві́нкового затверджений 26 листопада 2002 року рішенням N 123 VI сесії Барвінківської міської ради XXIV скликання.

## Опис
Прямокутне малинове полотнище зі співвідношенням ширини до довжини 1:2 із двома косицями (які сходяться під прямим кутом), у центрі — герб міста.